# Hybristofili
Hybristofili (engelska: hybristophilia) är en sexuell parafili, där man attraheras av personer som är kriminella. Ofta avses kriminella som begått grova brott och suttit i fängelse. Hybristofila personer kan även förleda sina partner att begå nya brott. 
Några kända mördare som anses ha attraherat hybristofiler är Charles Manson, Ted Bundy, Richard Ramirez och Juha Valjakkala. 

## Etymologi
Ordet är en baserat på två grekiska ord. Det är dels ὑβρίζειν, hybridzein, som betyder "att förgripa sig mot någon", och φιλία, filia, som betyder "vänskap", "tillgivenhet", "kärlek".